# Sint-Martens-Leerne
Sint-Martens-Leerne is een woondorp in de Belgische provincie Oost-Vlaanderen en een deelgemeente van Deinze, het was een zelfstandige gemeente tot aan de gemeentelijke herindeling van 1977.

## Geschiedenis
Een belangrijke Romeinse nederzetting, stammend uit omstreeks 200 n.Chr., werd door archeologen aangetroffen. Hier lag vanouds een kruispunt van belangrijke wegen.
(Sint-Martens-)Leerne werd in 1192 voor het eerst vermeld, en wel als Lederne. In 1206 kwam de naam Lederne Sancti Martini al voor in verband met het kerkgebouw dat toen voor het eerst genoemd werd.
Sint-Martens-Leerne behoorde tot het Land van Nevele.

## Demografische ontwikkeling
- Bronnen:NIS, Opm:1831 tot en met 1970=volkstellingen; 1976 = inwoneraantal op 31 december

## Bezienswaardigheden

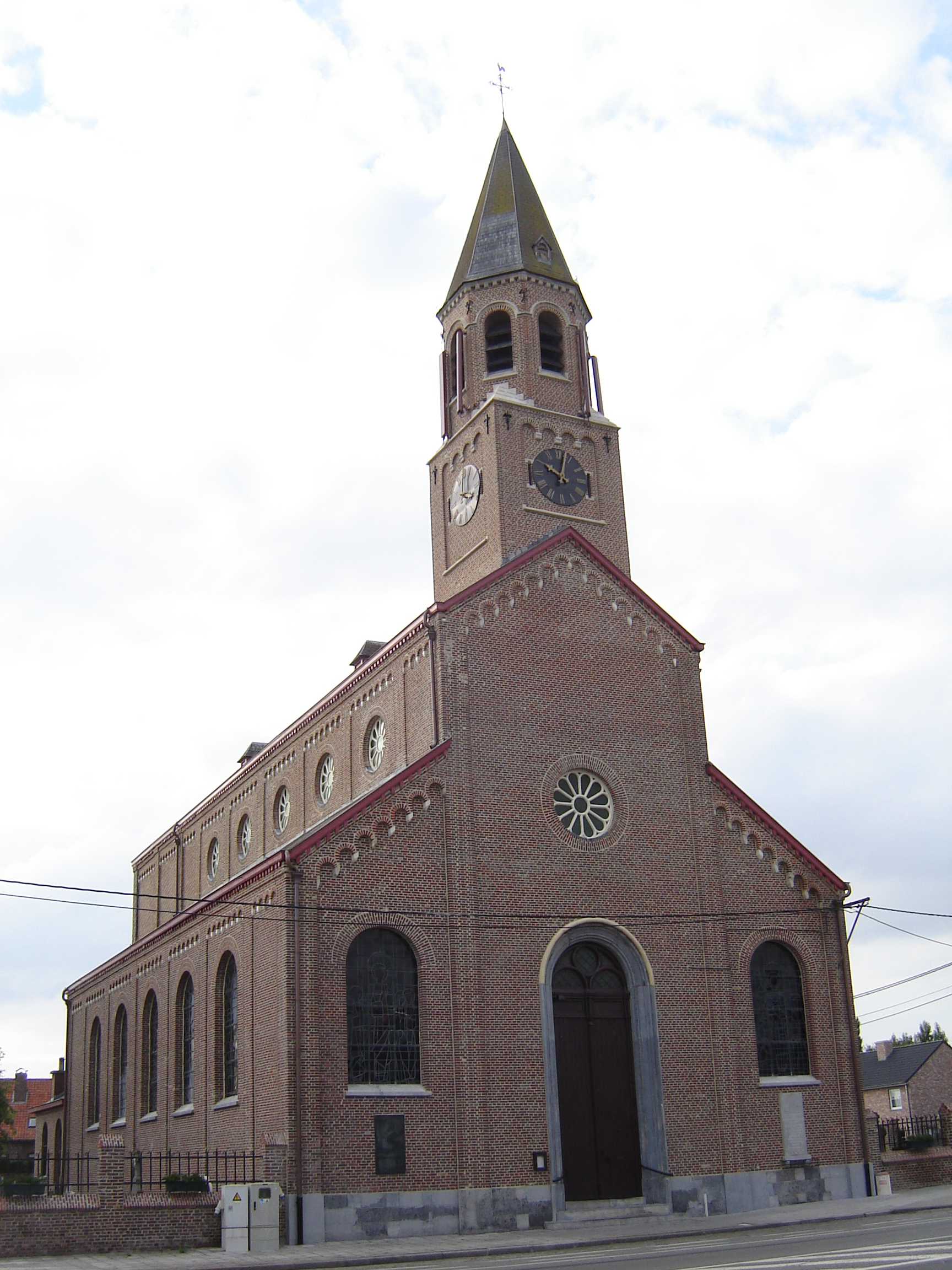
Sint-Martinuskerk

- Het Kasteel van Crombrugghe
- De Sint-Martinuskerk

## Natuur en landschap
Sint-Martens-Leerne ligt aan de rivier de Leie. Het heeft een oppervlakte ter grootte van 378 ha. Landschappelijk behoort het oostelijk deel tot de Leievallei (7 à 8 meter boven zeeniveau) en het westelijk (grootste) deel (10 à 11 meter) tot Zandig Vlaanderen.
De dorpskern ligt vergroeid met die van Sint-Maria-Leerne, in de deelgemeente Bachte-Maria-Leerne, en de twee kerken liggen slechts 600 meter van elkaar verwijderd.

## Politiek
Sint-Martens-Leerne had een eigen gemeentebestuur en burgemeester tot de fusie van 1977. De gemeente werd bijna 150 jaar bestuur door leden uit de familie Van Crombrugghe, op een onderbreking van 12 jaar na. De laatste burgemeester was Carl van Crombrugghe.

## Nabijgelegen kernen
Vosselare, Sint-Maria-Leerne, Deurle, Baarle